# Geschiedenis van Oss
Dit artikel behandelt de geschiedenis van de Nederlandse stad Oss.
Oss heeft een lange en rijke historie. De industriële geschiedenis van Oss neemt hierbij een uitzonderlijke plaats in en zal in een afzonderlijk hoofdstuk behandeld worden. Ook de kerkelijke geschiedenis komt in dit artikel aan de orde.

## Prehistorie
Uit opgravingen blijkt dat Oss meer dan 2000 jaar voor Christus bewoond werd. Het Instituut voor Prehistorie van de Universiteit Leiden verricht sinds 1975 systematisch opgravingen in Oss. Dankzij het omvangrijke onderzoek zijn archeologen erin geslaagd een duidelijk beeld te schetsen van de ontwikkelingen van de bewoning van Nederland langs het Maasdal in de Bronstijd, de IJzertijd en de Romeinse tijd. Uit de IJzertijd dateren twee zogeheten "vorstengraven". Ook in de buurt van knooppunt Paalgraven zijn tal van archeologisch interessante objecten gevonden.
Julius Caesar komt tijdens de Gallische Oorlog in zijn strijd tegen de Belgae van 57 tot 51 v.Chr. in het huidige Noord-Brabant terecht, waar hij de Germaanse Usipeti en Tencteren, waarschijnlijk in de buurt van Oss vrijwel uitroeit. Hij schrijft daarover in zijn Commentarii Rerum in Gallia Gestarum. Met het verschijnen van dat boek eindigt formeel de prehistorie. Het gebied wordt nu deel van Gallia Belgica, een Romeinse provincie.

## Middeleeuwen
De oudste vermelding van Oss stamt uit 1161. Uit een document van die tijd bleek dat de abdij van Echternach hier het patronaatsrecht bezat. Uit deze omstandigheid stamt ook de patroonheilige van de hoofdkerk, de heilige Willibrordus.
Op 6 december 1286 werden aan de bewoners van Oss, Berghem en het ten oosten van Berghem gelegen Duuren de gemeenterechten uitgegeven door Hertog Jan I van Brabant. Het betrof het drassige gebied ten noorden van deze woonkernen, reikende tot de Hertogswetering, waar we nog altijd de toponiemen Gement en Groote Gemeente terugvinden.
In 1346 heerste er een pestepidemie. Niet lang daarna bloeide de economie van Oss op en bestond er reeds een lakenhal. Dit veronderstelt dat er drapeniers in Oss actief waren. Ook kreeg de plaats omstreeks deze tijd marktrechten en er waren enkele molens. De plaats werd een centrum voor de boterhandel. Het aantal inwoners oversteeg de 1000 echter niet. Omstreeks 1374 werd het Kasteel van Oss gebouwd. Dit was een stadskasteel, gericht tegen Gelre, dat regelmatig binnenviel in het Hertogdom Brabant en dat de Brabantse hertogen noopte om verdedigingsmaatregelen te nemen. De stichting van versterkte steden, tevens voorzien van een stadskasteel, en de aanleg van landweren behoorden tot deze maatregelen.
In 1387, nadat de stad in brand was gestoken, werden er grachten aangelegd en in 1398 waren er ook al stadspoorten. Oss had reeds de status van vrijheid verworven, maar Hertogin Johanna van Brabant schonk Oss in 1399 stadsrechten. De stad kreeg daarmee ook het recht om zichzelf te verdedigen tegen vijandelijke partijen. Dit was ook wel nodig, want niet lang daarvoor was Grave in Gelderse handen gevallen. Het duurde echter nog geruime tijd voordat de verdedigingswerken effectief waren. Omstreeks 1410 waren er aarden wallen en grachten, en twee stenen stadspoorten: De Graafse Poort in het oosten (1407) en de Bossche Poort in het westen. Een noordelijke Megense Poort werd nimmer gebouwd. Ook landweren werden gebouwd te Oss en Berghem.
Hoewel in 1399 de Vrede van Ravenstein tot stand kwam waardoor oorlogen met Gelre voortaan uitbleven, begon in 1477 een nieuwe reeks ongeregeldheden, uitmondend in de Gelderse Oorlogen. In 1497 werd de stad bij verrassing geplunderd. Dit herhaalde zich in 1512, 1542 en 1543 waarna keizer Karel V een einde aan de oorlog maakte door Gelre in te lijven.

## Nieuwe tijd
Kort hierna begon echter de Tachtigjarige Oorlog. In 1573 werden 60 te Oss gelegen Spaanse ruiters door de Staatsen verdreven. De kerk werd overvallen en de pastoor vermoord. 60 huizen werden in brand gestoken. Dit alles werd gadegeslagen door Zuster Claerken, die zich in 1547 tegenover de kerk had laten opsluiten. In 1599 brak een pestepidemie uit en in 1648 werd de stad Staatsen kwam de Grote Kerk in protestantse handen. De katholieken gingen ter kerke in Herpen totdat ze op het einde van de 17e eeuw een eigen schuurkerk mochten betrekken aan de Molenstraat. De vestingwerken hadden inmiddels geen functie meer. Bij de aanleg van het Burchtplein en de winkelwoontorens (1995) kwam de fundering van het Kasteel van Oss weer tevoorschijn. De contouren zijn in de huidige bestrating gemarkeerd.
Op 26 april 1751 ontstond een brandje in een klompenmakerij die zich door de sterke wind uitbreidde tot een grote brand die twee derden van de huizen in de binnenstad zou verwoesten. 98 huizen werden verwoest en één man en twee kinderen verloren het leven. De brand was drie dagen later pas volledig geblust, mede met behulp van twee brandspuiten die een dag nadat de brand uitbrak vanuit 's-Hertogenbosch arriveerden.

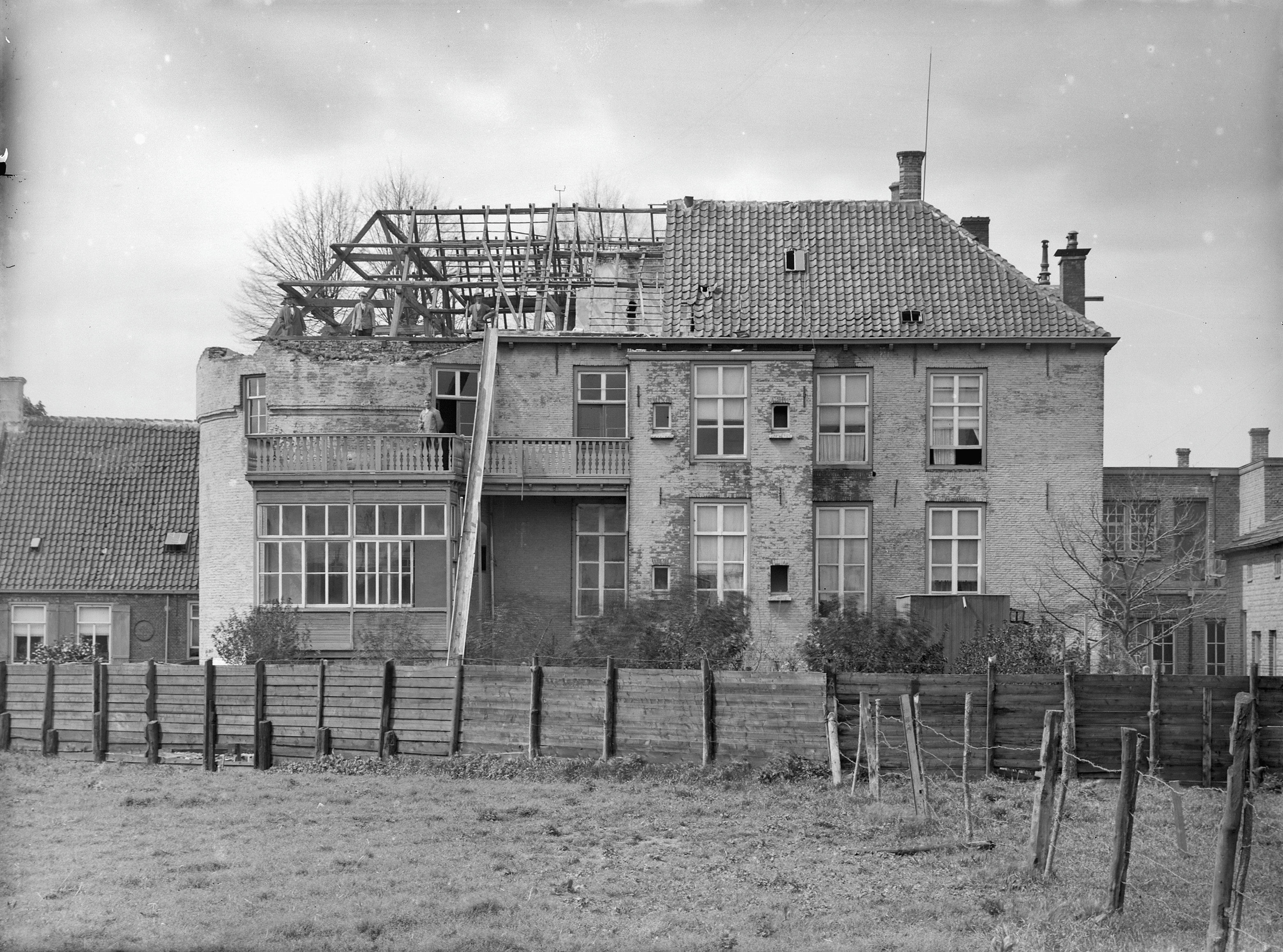
Graafsche Poort in 1925, kort voor de sloop

Na de stadsbrand werd Oss herbouwd. Alleen het patroon en de namen van straten in het centrum herinneren sindsdien nog aan de oude versterkte stad. Omstreeks deze tijd had Oss ongeveer 2.000 inwoners. Een nieuwe Grote Kerk werd in 1751 gebouwd. Deze werd in 1800 aan de katholieken teruggegeven. In 1768 werd een boterwaag gebouwd en op de bovenverdieping hiervan kwam het stadhuis. In 1921 werd dit gebouw afgebroken.
Tussen 1857 en 1859 werd de nieuwe, huidige, Grote Kerk gebouwd in neogotische stijl en werd de 18e-eeuwse voorganger afgebroken. Vanouds was de parochiekerk aan de heilige Willibrordus gewijd. Dit stamt uit de tijd dat de Abdij van Echternach in Oss het patronaatsrecht bezat, zoals in een document van paus Alexander II uit 1069 werd bevestigd. De neogotische kerk was echter gewijd aan Onze Lieve Vrouw Onbevlekt Ontvangen. De Onbevlekte Ontvangenis van Maria was immers pas enkele jaren voordien, in 1854, in de Rooms-Katholieke Kerk als dogma ingesteld.
Op 2 juni 1881 werd de spoorlijn van 's-Hertogenbosch naar Nijmegen geopend en kreeg Oss een station. Dit was van belang voor de toen reeds aanwezige industrie. Ook bestond er van 1885 tot 1933 een tramverbinding met Veghel.
Einde 19e eeuw werden de vestingwallen geslecht en werd de stadsgracht gedempt. De Bossche Poort was reeds in 1838 afgebroken, en de Graafsche Poort volgde in 1925.
In 1919 werd een eerste toekomstplan voor Oss gepresenteerd. Er kwamen twee nieuwe wijken: Het Villapark bij het station en de wijk Kortfoort aan de overzijde van het spoor. Twee nieuwe parochies werden gesticht.
Tijdens de Tweede Wereldoorlog was Louis de Bourbon burgemeester van Oss. In mei 1943 dook hij onder en ging in het verzet. Zijn opvolger was een NSB'er. Deze werd in augustus 1944 doodgeschoten te Ravenstein. Oss werd bevrijd op 19 september 1944. De bezettingsjaren waren rampzalig voor de Joodse gemeenschap in Oss: 252 mensen werden gedeporteerd en kwamen om.
In 1959 werd Oss een kerngemeente en richtte zich op hernieuwde industrialisatie. In 1963 werd het Burgemeester Delenkanaal van de Maas naar Oss gegraven en in 1968 kwam de haven gereed, nadat een tweetal eerdere pogingen in het verleden waren gestrand. Dit stimuleerde de werkgelegenheid aanzienlijk.
Hierna groeide Oss verder, en in 1983 werd de 50.000e inwoner ingeschreven, waarna in 1994 de gemeente werd uitgebreid met een aantal omliggende dorpen. In 2003 werd de aangrenzende gemeente Ravenstein opgegeven en het grondgebied bij Oss gevoegd.

## Kloosters
In 1839 begonnen de zusters van Liefde van Tilburg te Oss met katholiek onderwijs voor meisjes. Ze woonden in de Peperstraat, later in de Arendsvlucht die later Begijnenstraat zou heten. In 1946 stichtten ze een huishoudschool. Ze verzorgden ook zieken, en in 1913 richtten ze het Osse Sint-Annaziekenhuis op, tegenwoordig onderdeel van Ziekenhuis Bernhoven. Na 1983 trokken de zusters zich uit het ziekenhuis terug, maar in de verpleging bleven ze tot in het begin van de 21e eeuw nog actief.
In 1883 stichtten de fraters van Tilburg een internaat in Oss, terwijl ze tevens jongensscholen voor de Osse bevolking leidden. Het internaat heette: Instituut Sint-Nicolaas en was oorspronkelijk voor weeskinderen bedoeld, later voor de zogeheten "nette burgerlijke stand". De leerlingen kwamen vanuit heel Nederland en in 1912 waren dat er 106. De fraters trokken zich in de jaren 70 van de 20e eeuw geleidelijk terug en in 1982 werd het internaat opgeheven en vertrokken de weinige overgebleven fraters uit Oss. Het Sint-Nicolaasgesticht bestaat nog steeds en is ondertussen gerestaureerd.
In 1902 kwam het Studiehuis van de Karmelieten van Boxmeer naar de Molenstraat te Oss. Een van de beroemdste karmelieten was Titus Brandsma. Na enkele jaren studie te Rome kwam hij in 1909 opnieuw naar Oss, waar hij 14 jaar verbleef en filosofie doceerde. In 1921 stichtte hij, in Villa Josina, een bibliotheek. Hij was mede-initiator van het Carmel-College, een HBS die in 1923 haar deuren opende. In hetzelfde jaar vertrok Titus Brandsma naar Nijmegen, waar hij hoogleraar werd. Hieruit is het latere Titus Brandsmalyceum voortgekomen, een naam die in 1948 als eerbetoon aan de door de nazi's vermoorde oprichter werd gegeven. Er bestaat nog steeds een Karmel te Oss.

## Industrialisatie
Het Maasland, waar Oss de hoofdstad van was, bestond voor een deel uit grondgebied dat regelmatig door de Maas werd overstroomd en als zodanig slechts geschikt was als weiland. Ten gevolge van dezelfde overstromingen waren de weilanden ook vruchtbaar. Dit betekende dat vee en vlees, en ook melk en boter, belangrijke producten waren. Op deze basis is er een belangrijke industrie ontstaan en stond Oss mede aan de basis van twee wereldconcerns, te weten Unilever en AkzoNobel.
Families van handelaren, zoals Jurgens en Van den Bergh zagen hun producten door de boeren in boter uitbetaald, zodat ze ook in de boterhandel gingen. Naar een Franse vinding werd door Hendrikus Jurgens in 1871 voor de eerste maal margarine geproduceerd op commerciële schaal. In 1872 lukte dit ook aan Simon van den Bergh. Hierdoor ontstonden twee elkaar beconcurrerende margarinefabrieken. Later kwamen daar nog enkele kleinere bedrijfjes bij, die uiteindelijk ten onder gingen of door de grotere werden opgeslokt. Het bekendste was Knoek & Cohen dat van 1878 tot 1913 bestond. Overigens zijn er twee fabrieken van Jurgens geweest terwijl ook Hartog en Zwanenberg enige tijd een margarinefabriek hadden. Een andere tak van de familie Van den Bergh ontwikkelde de tapijtfabriek Bergoss, die in 1982 werd gesloten.
Een verdere zeer belangrijke bedrijfstak was de exportslachterij en in deze sector werd Zwanenberg (vanaf 1886) de sterkste speler, terwijl ook concurrent Hartogs Vleeschfabrieken, begonnen als een exportslachterij in 1876, een belangrijke rol vervulde. De laatste is nog altijd als Unileverfabriek in de stad aanwezig en produceert het merk Unox. Tussen Hartog en Zwanenberg is jarenlang een hevige concurrentiestrijd geweest.
Een economische klap kwam in 1891 toen de margarinefabriek van Van den Bergh, die ondertussen sterk was gegroeid, naar Rotterdam verhuisde. Dit leidde tot werkloosheid. De werkende klasse was laag opgeleid en had nog weinig ervaring met een industriële werkkring. De vakbeweging was nauwelijks ontwikkeld. Zelfstandige ambachtslieden, zoals kuipers, hadden hun betrekkelijke vrijheid moeten inleveren voor een baan bij een werkgever. De arbeidsomstandigheden daar waren vaak bedroevend. De spanningen liepen op en ontlaadden zich in bedreigingen, mishandelingen, brandstichtingen en dergelijke. In 1892 werden zelfs twee mensen vermoord en ook in 1893 volgde een moord op wachtmeester Hoekman, die de daders van de diverse misdrijven probeerde op te sporen en daarbij ook wel oneigenlijke methoden zoals het bewerkstelligen van broodroof. Zelfs de kist van Hoekman werd nog onteerd door anonieme daders. Een beeldengroep bij de Grote Kerk uit 1894 herinnert nog aan het oplossen van de moord. Eén beeld draagt de tekst: Ter herinnering aan het noodlottig jaar 1893. Dit alles bezorgde Oss destijds geen goede naam. De moorden uit de periode 1888-1934 werden toegeschreven aan de Bende van Oss (de film De Bende van Oss (2011) is geïnspireerd op deze gebeurtenissen). Minister Carel Goseling (Kabinet-Colijn IV) kwam in 1939 in opspraak vanwege zijn optreden in de affaire-Oss rond de Bende.
In 1929 ging ook de fabriek van margarinefabriek van Jurgens naar Rotterdam. Dit leidde opnieuw tot massale werkloosheid en ook nu was dit gekoppeld aan toenemende criminaliteit. De leegstaande fabrieken werden in 1930 ingenomen door Philips, die er verlichtingsproducten ging maken. Het was de eerste Philips-vestiging in Nederland buiten de regio Eindhoven. Deze fabriek groeide sterk maar ging uiteindelijk toch vrijwel ten onder: In 2006 werden de productie-activiteiten er gestaakt.
De slachterij van Zwanenberg was geïnteresseerd in de verwerking van bijproducten, waaruit het farmaceutische dochterbedrijf Organon voortkwam. In 1967 kwam dit bedrijf in het vaarwater van wat het AkzoNobelconcern zou worden, maar dit heeft uiteindelijk andere kernactiviteiten dan farmacie gezocht. In 1970 werd Zwanenberg verkocht aan Unilever, die het in 1996 weer doorverkocht, maar in 2006 werd de fabriek gesloten. Ook Organon werd verkocht, maar het bestaat nog steeds. In 2006 werd bekendgemaakt dat Organon de hoofdvestiging en hoofdkantoor voor alle internationale activiteiten in Oss vestigt.
In 1935 kwam tapijtfabriek Desso naar Oss. Deze sloot in 2003 maar enkele activiteiten, zoals de fabricage van kunstgras, bleven.
De stad kreeg in 1968 een haven, die via het Burgemeester Delenkanaal werd aangesloten op de Maas. In 1994 werd de gemeente Oss verder uitgebreid, en in 2003 fuseerde de gemeente Ravenstein met Oss.

## Imago
Oss heeft in het verleden een slecht imago opgebouwd. Reeds in de 18e eeuw was Oss befaamd vanwege zijn messentrekkerij of bekkesnijden. De daarbij opgelopen littekens werden smalend: "het wapen van Oss" genoemd. Ook de gebeurtenissen van 1893 lieten sporen na.
In de jaren 30 van de 20e eeuw droegen grote werkloosheid en uitzichtloze armoede, veroorzaakt door de economische crisis en mede door het vertrek van de margarinefabrieken van Jurgens en Hartog uit Oss, bij aan een golf van misdrijven in Oss en omgeving. 1.200 mensen kwamen toen op straat te staan en het werkloosheidspercentage liep op tot 26,2% of tweemaal het landelijk gemiddelde. Overigens werd de ordehandhaving door de overijverige (uit Holland afkomstige!) marechaussee door sommigen als anti-Brabants ervaren. Brabantia Nostra drukte het volgende spotdicht af in niet mis te verstane bewoordingen:
DE GOEDE STAD OSS
Goddank! de tirannie is nu gebroken
van die marechaussée’s die onrust stoken.
Zij lasteren ons volk; zij doen gemeen;
heel Brabant wordt verdrukt en staat op koken.
De schone min is hun gans onbekend;
huzarenrijderij zijn zij gewend.
Zij jagen achter paartjes die verschrikken;
gedwongen krijgt de minnarij haar end.
Hoeveel verwarring stichten deze heeren
die, onbeschaafd, kultuur ons willen leren.
Zij zijn sadisties, geestlik-abnormaal;
het goede Brabant willen zij bekeren
’t Is kermis op het dorp, maar geen plezier
heb ik vandaag in ongedwongen zwier.
Die duvels kontroleren elk genoegen;
zij kijken zwart en spiersen in het bier.
Zij zijn onkatholiek, anti-papisties,
zij schatten elken paap aprioristies.
Zij weten niets van Brabantse kultuur;
zij zijn schijnheilig en zeer kalvinisties.
Zij koeieneren ons; zij hebben macht
om in ons huis te breken onverwacht.
De rijken gaan vrijuit. ’t Gewone volk
wordt door die pummels botweg afgeslacht.
Deze terreur worde voorgoed verbroken;
want de marechausée’s, die onrust stoken,
horen niet thuis bij ’t goede Brabantse volk.
Wanneer zal onze woede overkoken?
Vanzelfsprekend werd het betreffende nummer van Brabantia Nostra in beslag genomen en kreeg de schrijver, Ferdinand Smulders alias Paul Vlemmincx, een fikse boete.
Al de genoemde gebeurtenissen zadelden Oss op met een vooroordeel aangaande criminaliteit en wanorde. Het proefschrift "De criminaliteit van Oss" uit 1949 van de latere Leidse hoogleraar Willem Nagel, dat aantoonde dat Oss niet crimineler was dan andere steden in Nederland, deed aan dit beeld weinig af.
De achterstand in vakbondsbewustzijn werd echter ingehaald, en Oss bleek zelfs als bakermat van de huidige Socialistische Partij te fungeren.

## 21e eeuw
In de jaren 10 van de eenentwintigste eeuw keerde een nieuwe roerige periode terug. Aaneengesloten misdrijven, moorden, autobranden en invallen zijn eerder gewoonte dan uitzondering. Operatie Alfa, zoals genoemd door de politie en het Openbaar Ministerie, richt zich eind 2019 met een reeks grote invallen in woonwagenkampen in Oss en omgeving op de georganiseerde misdaad bij woonwagenkampen.
Op 20 september 2018, vlak bij Station Oss West, werd een Stint bij een overweg geschept door een trein. De Stint was van het kinderdagverbijf Okido. Hierbij overleden 4 kinderen tussen de 4 en 8 jaar. De 32-jarige bestuurder en het andere kind, van 11 jaar raakten zwaargewond.